# جان استرلینگ (نویسنده)
جان استرلینگ (انگلیسی: John Sterling; ۲۰ ژوئیهٔ ۱۸۰۶ – ۱۸ سپتامبر ۱۸۴۴) نویسنده، و شاعر اسکاتلندی بود. او با جان استوارت میل معاشرت و مکاتبه داشت. رمان‌ها و اشعار جان استرلینگ موفقیت چندانی نداشتند اما مقاله‌های او در زمینهٔ نقد ادبی تأثیرگذار بودند.